# Једанаеста влада Николе Пашића
Једанаеста влада Николе Пашића је била влада Краљевине Србије која је владала од 10/23.3. до 3/16.11. 1918. године.

## Историјат
Првог дана по свом повратку из Женеве у Париз Никола Пашић је морао и јавно констатовати да су Женевсе одлуке изазвале несугласице међу члановима кабинета. Како је он због тога дао оставку, био је поново овлашћен да образује нову, овог пута коалициону владу, која је 3(16) новембра већ била готова, и која је још пре одласка Пашићевог у Женеву била спремна.

## Чланови владе
| Функција                                                    | Слика         | Име и презиме       | Детаљи                       |
| ----------------------------------------------------------- | ------------- | ------------------- | ---------------------------- |
| Председник Министарског савета и министар иностраних дела   |               | Никола Пашић        |                              |
| Министар унутрашњих дела                                    |               | Љубомир Јовановић   |                              |
| Министар правде                                             |               | Марко С. Ђуричић    |                              |
| Министар финансија                                          |               | Стојан М. Протић    |                              |
| Министар просвете и црквених дела /Министар просвете и вера |               | Милош Трифуновић    |                              |
| Министар војни                                              |               | Божидар Терзић      | до 31.5/13.6.1918.           |
| Министар војни                                              |               | Стојан М. Протић    | заступник, до 24.6/7.7.1918. |
| Министар војни                                              | Михаило Рашић |                     |                              |
| Министар грађевина                                          |               | Момчило А. Нинчић   |                              |
| Министар народне привреде                                   |               | Велизар С. Јанковић |                              |